# ドム・ドワイヤー
ドム・ドワイヤー（Dom Dwyer、1990年7月30日 - ）は、イングランド・ウェスト・サセックス州クックフィールド出身のプロサッカー選手。元サッカーアメリカ合衆国代表。ポジションはFW。

## 経歴

### 初期
ウェスト・サセックス州クックフィールドで生まれ、ノリッジ・シティFCのアカデミーでプレーを始めた。その後ステインズ・タウンFC、キングス・リンFCでプレーしたが、右足を3度骨折するなど度重なる負傷に苦しみ、プロ入りは困難とみられていた。
その後、スカウトに誘われ渡米。大学に通いながら大学サッカー部でプレーした。

### クラブ
2012年1月、MLSスーパードラフトで全体16人目にスポーティング・カンザスシティに指名された。5月29日のオーランド・シティSC戦でプロデビュー。
2017年7月25日、90万ドルの金銭トレードでオーランド・シティSCに移籍。
2021年5月11日、トロントFCに移籍。

## 代表歴
2017年3月のアメリカ合衆国国籍取得後、6月に2017 CONCACAFゴールドカップ大会参加メンバーに選ばれた。
2017年7月1日のガーナ戦でアメリカ合衆国代表初出場&初ゴール。ゴールドカップでは初戦のパナマ戦でゴールを挙げ、大会制覇に貢献した。

### ゴール
2017年7月8日現在
| No | 開催日       | 開催地                 | 対戦国 | スコア | 結果 | 試合概要                    |
| -- | ------------ | ---------------------- | ------ | ------ | ---- | --------------------------- |
| 1. | 2017年7月1日 | イーストハートフォード | ガーナ | 1–0    | 2–1  | 親善試合                    |
| 2. | 2017年7月8日 | ナッシュビル           | パナマ | 1–0    | 1–1  | 2017 CONCACAFゴールドカップ |

## 人物
2012年にアメリカのグリーンカードを取得。2015年1月、女子サッカー選手のシドニー・レルーと結婚した。2016年9月に長男が誕生。2017年3月、アメリカ合衆国に帰化した。

## タイトル
カンザスシティ
- MLSカップ: 2013
- USオープンカップ: 2012, 2015
- MLSイースタンカンファレンス: 2013

アメリカ合衆国代表
- CONCACAFゴールドカップ: 2017

個人
- USLプロフェッショナルリーグ得点王: 2013